# Pferdekult
Als Pferdekult wurde einerseits die Verehrung von Pferden oder entsprechenden Göttern, aber auch die bloße Einbeziehung von Pferden in kultische Kontexte in der Sepulkralkultur aufgefasst. Die Rolle in Kontexten religiöser Natur lässt sich dabei archäologisch bis in die Bronze- und die Eisenzeit belegen, doch ist ein entsprechender „Kult“ nur schwer von der Verehrung pferdegestaltiger Götter abzugrenzen, oder von solchen, die für den Schutz der Tiere standen. Das Pferd galt möglicherweise als göttlich, als heiliges Tier, das mit einer bestimmten Gottheit verbunden war, oder als Totem, das einen König oder Krieger verkörperte. Während die Pferdekulte in beiden Bedeutungen zunächst fast ausschließlich mit den indoeuropäischen Kulturen verbunden waren, lassen sie sich im Frühmittelalter auch für einige Turkvölker belegen, aber auch für Japan und China wurde der Begriff „Pferdekult“ eingeführt. Er findet sich vor allem in der älteren Literatur.

## Pferdekult und die Frage der frühesten Domestizierung

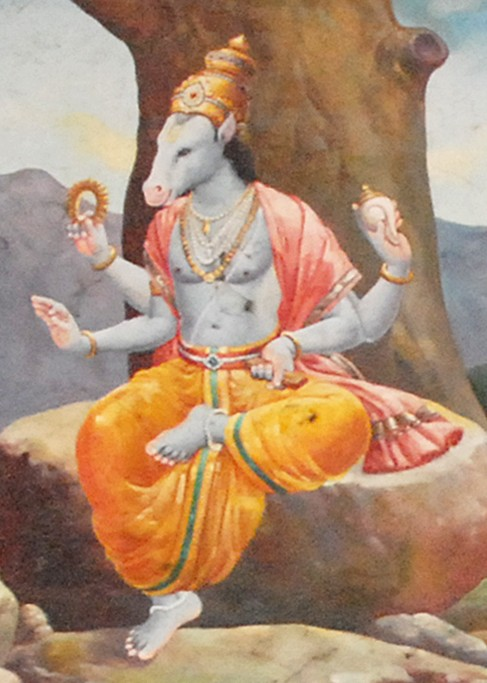
Hayagriva, Darstellung im Shivakamasundari-Schrein im Nataraja-Tempel in Chidambaram

Wie unsicher sowohl die Herkunft als auch der Inhalt des sogenannten ‚Pferdekultes‘ waren und sind, vermerkte 2002 der Prähistoriker Alexander Häusler: „Einige Autoren glauben, in der östlich des unteren Dnepr verbreiteten Srednij Stog-Kultur der Ukraine läge das älteste Zentrum der Pferdedomestikation Europas vor. Hier hätte ein ausgeprägter Pferdekult existiert.“ Wichtigste Fundstätte war Derijiwka. „Als Beleg für einen Pferdekult in Dereivka wird eine am Siedlungsrand gelegene Stelle genannt, in der aber anscheinend die sekundäre Vermischung von Fundschichten verschiedener Kulturen vorliegt.“ Die in das 5. und 4. Jahrtausend v. Chr. datierte Fundstätte galt als Ausgangspunkt der Pferdedomestikation, doch erwiesen jüngere Neudatierungen, dass die Pferdeüberreste der Skythenzeit angehören. Archäozoologen bezweifeln, ob es sich überhaupt um Knochen domestizierter Pferde handelt. Sie gehen eher von erjagten Wildpferden aus. Möglicherweise gab es keine Region, von der die Pferdehaltung ihren Ausgang nahm, sondern dies geschah an vielen Stellen.

## Indoeuropäer
Seit dem 2. Jahrtausend v. Chr. ist die Verehrung der pferdeköpfigen Gottheit Hayagriva in Indien überliefert, einer Inkarnation Vishnus, die mit Bildung und Wissen assoziiert wird. Hayagriva rettete die Veden, die von einem Dämon gestohlen worden waren, vom Grund des Meeres. Dabei war im Kult die Tötung eines Pferdes (aśvamedha) dem Herrscher vorbehalten. Der Hayagriva-Kult ist im Hinduismus bis in die Gegenwart verbreitet. Auch im buddhistisch-lamaistischen Tibet gehört er einer Gruppe von Dharmapala an, von Schutzgottheiten.
Eine religiöse Bedeutung des Pferdes ist aus dem 2. Jahrtausend v. Chr. auch in Kleinasien fassbar, so im Mythos des luwischen Kizzuwatna, im Kult, wie dem nur vom König zu vollziehenden Brandopfer, oder dem königlichen Begräbnisritual. Letzteres stand in Verbindung mit der indogermanischen Vorstellung des Jenseits als Viehweide. Neben anderen Wettkämpfen sind auch Wagenrennen in einem kultischen Zusammenhang bezeugt, besonders aber der Streitwagen. In einem hethitischen Gebet des 15. Jahrhunderts v. Chr. wird die Quadriga des Sonnengottes erwähnt. An die südost-kleinasiatischen Pferdeschutzgöttinnen Malija und Pirwa/Pirinkir knüpfte wahrscheinlich die im 14./13. Jahrhundert v. Chr. in der Levante und in Ägypten verbreitete Ikonografie der wesensverwandten, auf einem Pferd stehenden oder reitenden Göttin Astarte/Aschera bzw. Anat an.
Zwar erscheinen Pferde auch in den religiösen Vorstellungen und Ritualen nicht-indoeuropäischer Kulturen, wie etwa der Assyrer, doch wird in der Forschung nicht von einem ‚Pferdekult‘ gesprochen. Dem Gott Aššur und dem Mondgott von Ḫarran waren weiße Pferde geweiht. Ähnliches wird in der Bibel berichtet, wo die Könige von Juda am Eingang zum Jahwe-Tempel zu Ehren der Sonne Pferde aufstellten (2 Kön 23,11 ).
Den indoeuropäischen Persern waren „Pferdekult und -opfer nicht fremd“. Laut Arrian (Anab. Alex. 6.29) wurde am Grab des Kyros jeden Monat ein Pferd geopfert; folgt man Strabon (Geographie XI, 14, 9), so opferte der Satrap von Armenien dem Großkönig jedes Jahr 2000 Fohlen. Von solchen umfangreichen Opfern berichtet auch Xenophon (Kyrup. VIII, 3, 12).
Der griechische Gott Poseidon wurde wie andere indogermanische Wassergötter ursprünglich in Gestalt eines Pferdes verehrt, was in seinem Beinamen ίππος (hippos griechisch Pferd) bzw. ίππιος Ausdruck fand. Poseidon hippios schuf das Urpferd Skyphios, das Quellen durch Hufschlag eröffnete; zudem wurde er als Hypostasie des Trojanischen Pferdes verstanden. Er hatte in Sparta ein Hippodrom, in Argos wurden zu seinen Ehren Pferde ertränkt. In der griechischen Kunst fährt Poseidon einen Hippokamp oder von Pferden gezogenen Wagen, der über das Meer fahren konnte. Seefahrer ertränkten zuweilen Pferde Poseidon zum Opfer für eine gute Schiffsreise. Einstige Pferdegottheiten waren auch Athena, die keltische Epona, aber auch der römische Mars und der etruskische Mares.
Der Überlieferung zufolge trat Demeter in der Höhle von Phigalia mit dem Kopf und der Mähne eines Pferdes auf, möglicherweise in Aufnahme einer Tradition, in der ein nicht spezialisierter Fruchtbarkeitsgott so ausgestattet war. Damit hängt der Mythos zusammen, nach dem Demeter, von Poseidon verfolgt, sich fliehend in eine Stute verwandelte, um sich zu verstecken. Poseidon durchschaute die Täuschung, verwandelte sich in einen Hengst und eroberte sie. Die Frucht der Verbindung war das Pferd Areion, das der menschlichen Sprache mächtig war. Aus der Verbindung Poseidons mit der Gorgone Medusa ging das geflügelte Pferd Pegasos hervor.
Dem schnellen, klugen Tier wurde auch die Fähigkeit zu Weissagung und Segnung, aber auch Heilkraft zugeschrieben. Daher kannte die Volksmedizin vielfache, in diesem Falle magische Anwendungen von Milch und Fett, Blut und Hoden, aber auch der Asche von Huf und Knochen.
Wie die Griechen den Gott Poseidon mit Pferden in Verbindung brachten, so taten dies die Römer mit Neptun. Eine Schutzgöttin der Pferde gab es nicht, so dass die römische Kavallerie die keltische Göttin Epona adaptierte. Für das Opfern eines Pferdes gab es nur einen Anlass, nämlich die römische Tradition des Equus October. Im Oktober wurde auf dem Marsfeld ein Pferderennen veranstaltet, an dessen Ende das rechte Pferd des Siegerwagens durch einen Speerstich getötet wurde. Um den Kopf des Pferdes kämpften die Bewohner der Subura und die der Via Sacra. Der Schwanz hingegen wurde zur Regia gebracht, wo sein Blut in das Herdfeuer tropfte.

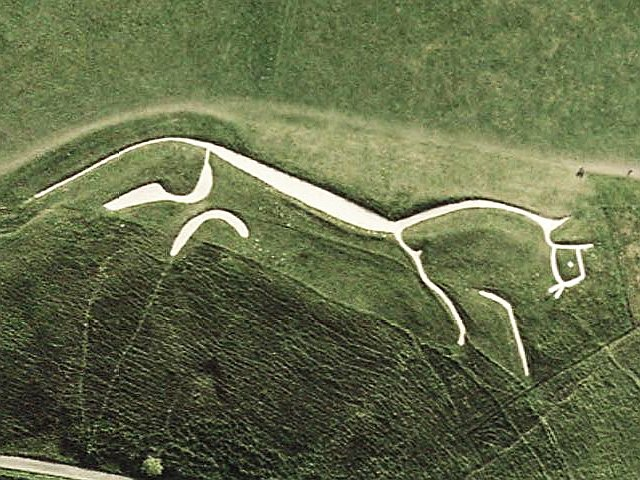
Uffington White Horse

Auch im später als keltisch bezeichneten Gebiet, dem westlichsten der Indoeuropäer, war das Pferd von erheblicher Bedeutung. Das 111 Meter lange Uffington White Horse in England datiert in die späte Bronzezeit (1000–700 v. Chr.). 
In der gesamten Hallstattzeit sind in der slowakischen Dolenjska-Gruppe Pferdebestattungen nachgewiesen, vor allem aber im 7. und 6. Jahrhundert v. Chr. Diese gehörten allerdings nur zu den Begräbnissen hochgestellter Personen, während die pannonischen Gruppen mit ihrem eher skythischen Einfluss diesen Brauch sehr viel weniger auf die Eliten begrenzten. Damit wies die Dolenjska-Gruppe Ähnlichkeiten zu den alpinen Hallstattgruppen auf, und sie bewahrte die dahinter stehenden Vorstellungen offenbar länger. Während der Vekerzug-Kultur der späten Hallstattzeit im Nordosten des pannonischen Beckens wurden die Einzelbegräbnisse von Pferden in Gruben sehr häufig, aber auch Teile von Pferden in Menschengräbern. Auch waren die Pferdebegräbnisse, vielfach in Form von einzelnen Körperteilen, dort auch in den mittleren und auch unteren Schichten geläufig. Des Weiteren strahlte diese Haltung in die westlichen Hallstattgruppen und die der Latènezeit aus, möglicherweise bis zu den ebenfalls Pferde züchtenden Venetern Nordostitaliens. Möglicherweise brachte der Pferdehandel auch Veränderungen in der ideologischen Sphäre mit sich.

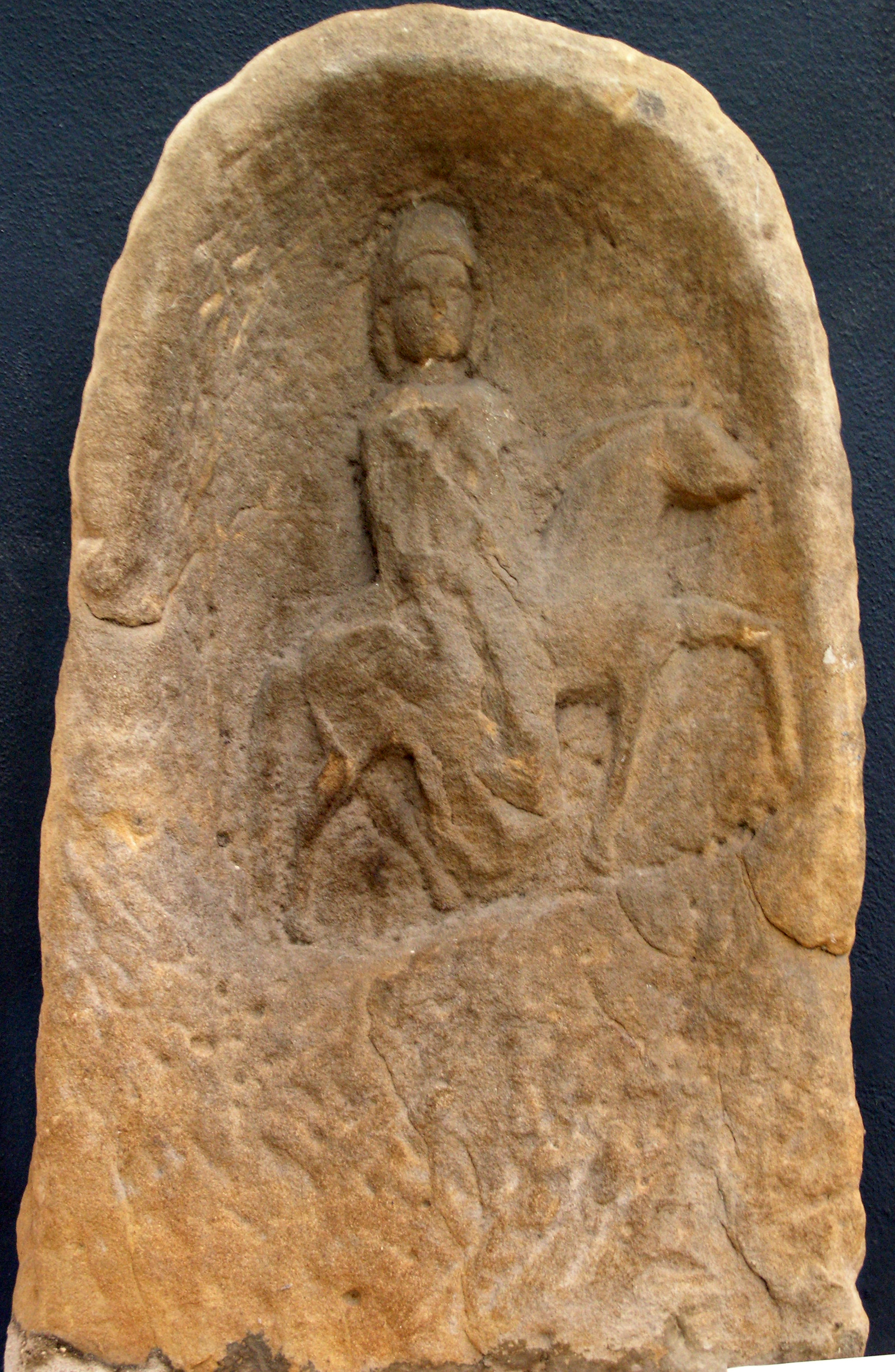
Darstellung der Pferdegöttin Epona, Freyming, 3. Jahrhundert v. Chr.

Epona war die keltische Göttin der Pferde, die sie vor Vernachlässigung, Grausamkeit und Unfällen schützte. In Mayence zeigt ein Relief sie als Reiterin. Inschriften, die ihre Verehrung belegen, fanden sich im Donaugebiet und in Deutschland, Collingwood und Myres behaupten, ihre Verehrung habe sich vom Rhein- und Moselgebiet nach Britannien ausgebreitet. Kleine Skulpturen der römischen Legionäre sollten ihre Pferde vor incubi schützen. Laut der 11. Auflage der Encyclopædia Britannica aus dem Jahr 1911 taucht dieser „Kult“ überhaupt erst in der Kaiserzeit auf.
Pferdeopfer sind selten, sieht man von einer ganzen Herde ab, die sich in einem Grabhügel bei Römerstein-Zainingen in Baden-Württemberg fand. Wegen der Nähe zu den Skythen vermutete man Mitbestattungen von Pferden, doch sind auch diese bei den Kelten sehr selten nachweisbar. Allerdings wurden in Südfrankreich in mindestens 25 Tumuli Pferdeknochen entdeckt, zuweilen ganze Skelette. Brandopferreste von Pferden fanden sich in der tschechischen „Stierfelshöhle“ bei Adamov, rund 15 km nördlich von Brünn.
Die walisische Legende von Rhiannon und, wenn man Helmut Birkhan folgt, die irische Legende von Macha verweisen auf einen vorgeschichtlichen Pferdekult. Das weiße Pferd von Rhiannon ist ein weiteres Beispiel für die kultische Verehrung weißer Pferde, die als indoeuropäisches Phänomen gedeutet wurde.
Tacitus erwähnt in der Germania die Verwendung von weißen Pferden für die Wahrsagerei: „..., proprium gentis equorum quoque praesagia ac monitus experiri. Publice aluntur isdem nemoribus ac lucis, candidi et nullo mortali opere contacti; quos pressos sacro curru sacerdos ac rex vel princeps civitatis comitantur hinnitusque ac fremitus observant. Nec ulli auspicio maior fides, non solum apud plebem, sed apud proceres, apud sacerdotes; se enim ministros deorum, illos conscios putant.“

„...eigenthümlich aber ist ihnen die Weissagung und Berathung durch das Pferd. In den obenerwähnten Hainen und Gehölzen werden von Gemeindewegen Rosse gehalten, schneeweiß und nie durch einen irdischen Dienst entweiht. Diese werden an den heiligen Wagen geschirrt und der Priester mit dem König oder dem sonstigen Staatsoberhaupt geht nebenher und beobachtet das Wiehern und Schnauben der Thiere. Ein Vertrauen wie dieses genießt keine andere Art von Zeichen, und zwar nicht nur bei der Menge, sondern auch bei den Häuptlingen und Priestern; die beiden letztern betrachten jene Thiere als Eingeweihte der Götter, sich selbst als Vermittler..“

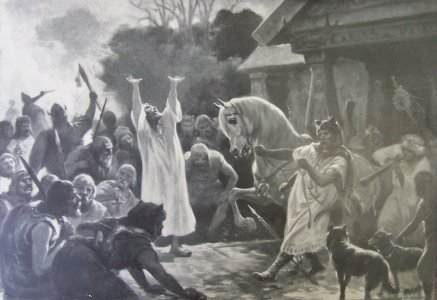
Pferdeorakel, phantasievolles Historiengemälde von Józef Ryszkiewicz (1856–1925), 1890

Die Jaromarsburg, eine Tempelfestung am Kap Arkona auf der Insel Rügen, war das religiöse Zentrum der slawischen Ranen im frühen Mittelalter. Der Tempel der Gottheit Svantevit beherbergte ein Pferdeorakel, bei dem aus dem Verhalten eines weißen Hengstes auf Frieden oder Krieg geschlossen wurde. Pferdeorakel sind auch von mittelalterlichen Kultstätten wie dem pommerschen Stettin oder Rethra überliefert.

## Jenseits der Indoeuropäer
Vielfach führten Funde von offensichtlich geopferten Pferden dazu, dass man glaubte, die Bewohner, die diese rituellen Handlungen ausgeführt hatten, wären gleichfalls Indoeuropäer, im Falle Zyperns Griechen gewesen. So glaubte man die vier homerischen Pferdeopfer in den Gräbern des zypriotischen Salamis, in denen gleichfalls Pferdeknochen gefunden wurden, wiedererkennen zu können. Übersehen wurde dabei, dass die Pferde in Salamis offenbar gesteinigt worden sind, während sie bei Homer getötet und verbrannt wurden. In jedem Falle liegen die ältesten Pferdeopfer auf Zypern zeitlich deutlich vor der griechischen Zuwanderung, nämlich in der Bronzezeit (2300–1900 v. Chr.). In Griechenland hingegen gehören die Pferdeopfer vor allem dem Späthelladikum (1550–1060 v. Chr.) an. Daher vermutet Agata Mirva-Montoya, dass die Sonderrolle des Pferdes wohl eher im Nahen Osten entstanden sei, wie Funde aus Urartu und Quellen aus dem Assyrerreich belegen.
Der dänische Ethnologe Kaj Birket-Smith schrieb: „... bei den Türken, vor dem Islam, fanden regelmäßig Pferdeopfer statt, indem man die Brusthöhle des Tieres öffnete und die Pulsaderstämme des Herzens losriß. Spuren von Pferdekult und Pferdeopfern finden sich im ganzen indo-europäischen Gebiet und müssen hier vom indo-europäischen Urvolk herstammen“. Diese Art der Herleitung des Pferdekults oder einzelner seiner Aspekte, die man glaubte identifiziert zu haben, wanderten von dort in das Kamagebiet, dann weiter bis nach Finnland.
Auch wenn den Hunnen und Mongolen keinerlei Pferdekult zugewiesen wurde, so fand 2002 Murat Ocak doch, neben einem frühtürkischen Kult dieser Art, zumindest in frühen hunnischen Frauengräbern derlei Anzeichen. Und selbst in China und Japan sprach man von einem „Horse-Cult“.